# Бенке, Виктор Владимирович
Виктор Владимирович Бенке (1917—1945) — старший лейтенант Рабоче-крестьянской Красной Армии, участник Великой Отечественной войны, Герой Советского Союза (1945).

## Биография
Виктор Бенке родился 9 октября 1917 года в городе Козлов (ныне — Мичуринск Тамбовской области). После окончания средней школы и школы фабрично-заводского ученичества работал слесарем и мастером-электромонтажником в Николаеве, а впоследствии мастером ремесленного училища в Астрахани. В июне 1941 года был призван на службу в Рабоче-крестьянскую Красную Армию Трусовским районным военным комиссариатом города Астрахани. В 1942 году Бенке окончил танковое училище в Камышине, после чего был направлен на фронт. К январю 1945 года гвардии старший лейтенант Виктор Бенке командовал взводом 49-й гвардейской танковой бригады 12-го гвардейского танкового корпуса 2-й гвардейской танковой армии 1-го Белорусского фронта. Отличился во время освобождения Польши.
Взвод под командованием Виктора Бенке в период с 14 по 28 января 1945 года постоянно действовал в разведке от передовых отрядов бригады. 16 января 1945 года он прорвался в польский город Сохачев, где разведал обстановку в городе и занял оборону в центре города, удерживал его до подхода передовых отрядов. В боях за Сохачев взвод уничтожил паровоз, 35 автомашин, 2 орудия, 8 пулемётов. 19 января в городе Любень взводом был обнаружен немецкий аэродром. Атаковав его, танкисты уничтожили 4 самолёта. 22 января в городе Иновроцлав взвод выявил немецкую группировку и своевременно передал командованию данные о ней, что позволило советским войскам успешно захватить город. В ходе боёв за Иновроцлав взвод Бенке уничтожил эшелон, танк, 2 орудия, 7 пулемётов. Прорвавшись на расположенный за городом аэродром, взвод уничтожил 3 немецких самолёта и перерезал шоссе, ведущее на запад, закрыв пути отступления противника.
21 февраля 1945 года Бенке погиб в бою. Похоронен в польском городе Чарнкув.

## награды
- Указом Президиума Верховного Совета СССР от 27 февраля 1945 года гвардии старший лейтенант Виктор Бенке посмертно был удостоен высокого звания Героя Советского Союза — медаль «Золотая Звезда» и орден Ленина[1].
- Орден Красной Звезды (21.4.1944)[2].
- Орден Красного Знамени (11.8.1944)[3].
- Орден Отечественной войны 2-й степени[1].